# Onychogomphus modestus
Onychogomphus modestus är en trollsländeart som först beskrevs av Selys 1878.  Onychogomphus modestus ingår i släktet Onychogomphus och familjen flodtrollsländor. Inga underarter finns listade i Catalogue of Life.